# Ben Meyers
Benjamin Meyers, född 5 november 1998, är en amerikansk professionell ishockeyforward som spelar för Seattle Kraken i National Hockey League (NHL). Han har tidigare spelat för Colorado Avalanche och Anaheim Ducks.
Han har tidigare spelat för Minnesota Golden Gophers i National Collegiate Athletic Association (NCAA) och Fargo Force i United States Hockey League (USHL).
Meyers blev aldrig NHL-draftad.

## Statistik

### Klubbkarriär
| 2013–14    | Delano High             | USHS       | 25 | 18 | 17 | 35 | 11 | 2  | 0 | 3  | 3  | 0  |
| 2014–15    | Delano High             | USHS       | 25 | 18 | 32 | 50 | 6  | 3  | 2 | 1  | 3  | 0  |
| 2015–16    | Delano High             | USHS       | 25 | 32 | 29 | 61 | 30 | 3  | 1 | 5  | 6  | 0  |
| 2016–17    | Delano High             | USHS       | 25 | 46 | 53 | 99 | 24 | 6  | 6 | 15 | 21 | 14 |
| 2016–17    | Fargo Force             | USHL       | 5  | 1  | 0  | 1  | 0  | 3  | 0 | 0  | 0  | 0  |
| 2017–18    | Fargo Force             | USHL       | 60 | 24 | 20 | 44 | 30 | 14 | 4 | 3  | 7  | 8  |
| 2018–19    | Fargo Force             | USHL       | 59 | 33 | 32 | 65 | 26 | 2  | 1 | 0  | 1  | 0  |
| 2019–20    | University of Minnesota | B1G        | 37 | 10 | 16 | 26 | 8  | —  | — | —  | —  | —  |
| 2020–21    | University of Minnesota | B1G        | 31 | 12 | 16 | 28 | 12 | —  | — | —  | —  | —  |
| 2021–22    | University of Minnesota | B1G        | 34 | 17 | 24 | 41 | 18 | —  | — | —  | —  | —  |
| 2021–22    | Colorado Avalanche      | NHL        | 5  | 1  | 0  | 1  | 0  | —  | — | —  | —  | —  |
| 2022–23    | Colorado Avalanche      | NHL        | 39 | 4  | 0  | 4  | 6  | 6  | 0 | 0  | 0  | 2  |
| 2022–23    | Colorado Eagles         | AHL        | 30 | 6  | 18 | 24 | 15 | 2  | 0 | 1  | 1  | 2  |
| 2023–24    | Colorado Eagles         | AHL        | 32 | 11 | 14 | 25 | 2  | —  | — | —  | —  | —  |
| 2023–24    | Colorado Avalanche      | NHL        | 9  | 1  | 0  | 1  | 0  | —  | — | —  | —  | —  |
| 2023–24    | Anaheim Ducks           | NHL        | 14 | 0  | 2  | 2  | 6  | —  | — | —  | —  | —  |
| NHL totalt | NHL totalt              | NHL totalt | 67 | 6  | 2  | 8  | 12 | 6  | 0 | 0  | 0  | 2  |

### Internationellt
| År            | Lag           | Turnering     | Resultat      |    | Matcher | Mål | Assist | Poäng | Utv |
| ------------- | ------------- | ------------- | ------------- | -- | ------- | --- | ------ | ----- | --- |
| 2022          | USA           | OS            | 5:a           | 4  | 2       | 2   | 4      | 0     |     |
| 2022          | USA           | VM            | 4:a           | 10 | 4       | 4   | 8      | 2     |     |
| Senior totalt | Senior totalt | Senior totalt | Senior totalt | 14 | 6       | 6   | 12     | 2     |     |